# Realicó
Realicó est une ville de l'extrême nord-est de la province de La Pampa, en Argentine, et le chef-lieu du département de Realicó.

## Accès
Les voies d'accès à la ville sont : les routes nationales RN 188 et RN 35. Elle se trouve ainsi à 435 km de Córdoba, 480 de Rosario, 486 de Bahía Blanca, 560 de Buenos Aires et 570 de Mendoza.

## Population
La localité comptait 6 789 habitants en 2001, c'est-à-dire une hausse de 23,2 % par rapport aux 5 508 habitants de 1991.

## Personnalités liées
- José Mauri (1996-), footballeur italo-argentin, né à Realicó.